# Morphosis
Morphosis è un album studio del gruppo musicale polacco Hate, pubblicato il 4 febbraio 2008 dalla Listenable Records.

## Tracce
1. Metamorphosis – 0:31
2. Threnody – 5:54
3. Immum Coeli (Everlasting World) – 4:48
4. Catharsis – 5:33
5. Resurrection Machine – 6:21
6. The Evangelistic Pain – 4:25
7. Omega – 5:42
8. Erased – 8:19

## Formazione
- Adam the First Sinner - chitarra, voce
- Hexen - batteria
- Destroyer - chitarra
- Mortifier - basso